# Джастін Галлі
Джастін Галлі (англ. Justin Gulley, нар. 15 січня 1993) — новозеландський футболіст, захисник клубу «Тім Веллінгтон».

## Клубна кар'єра
У дорослому футболі дебютував 2011 року виступами за команду клубу «Тім Веллінгтон», в якій провів три сезони.
2014 року перейшов у «Веллінгтон Фенікс», де грав здебільшого за дублюючу команду у чемпіонаті Нової Зеландії, провівши лише 8 ігор у австралійській А-Лізі.
2016 року повернувся в «Тім Веллінгтон» і виграв з командою Лігу чемпіонів ОФК 2018. Цей результат дозволив команді вперше в історії вийти на клубний чемпіонат світу 2018 року, де команда вилетіла вже в першому раунді. Відтоді встиг відіграти за команду з Веллінгтона 45 матчів в національному чемпіонаті.

## Виступи за збірну
Галлі представляв молодіжну збірну Нової Зеландії у віці до 20 років. З командою став переможцем молодіжного кубка Океанії в 2013 році Цей результат дозволив команді кваліфікуватись на молодіжний чемпіонат світу в Туреччині, де Джастін також взяв участь. Він зіграв у всіх трьох матчах на турнірі, спочатку вийшовши на заміну на 69-ій хвилині у грі проти Узбекистану (0:3), а потім зіграв в основі проти Уругваю (0:2), а в останньому матчі проти Хорватії знову вийшов на заміну, втім і цього разу островитяни програли і закінчили турнір на останньому місці.

## Титули і досягнення
- Переможець Молодіжного чемпіонату ОФК: 2013